# El juramento
El juramento es una telenovela estadounidense producida en México independientemente por Telemundo Studios, para Telemundo, versión de la telenovela mexicana La mentira de 1998, una historia original de Caridad Bravo Adams y producida por Mary-Kathryn Kennedy. 
Está protagonizada por Natalia Streignard y Osvaldo Ríos, y con las participaciones antagónicas de Dominika Paleta y Héctor Suárez Gomís. Cuenta además con las actuaciones estelares de Susana Dosamantes, Pablo Azar y Héctor Bonilla y la participación especial de Harry Geithner. 
La telenovela se grabó en Querétaro, México y Miami, Florida.

## Argumento
Santiago de Landeros llega de Miami a reencontrarse con su hermano, Diego Platas, en su hacienda en México. Sin embargo, al llegar a la hacienda Santiago descubre que Diego se ha suicidado por culpa de una mujer que lo dejó porque no tenía dinero y no lo quería. Santiago se propone encontrar a esa mujer y jura venganza, pero cuando comienza a buscarla solo sabe de ella que su nombre empieza por A y que su hermano la conoció en la casa de la familia Robles-Conde.
Santiago es invitado a una fiesta en la mansión de esa familia; allí conoce a Andrea y a Alma Robles-Conde, primas hermanas y sobrinas de los señores Teodoro y Luisa Robles-Conde, propietarios de una importante cadena hotelera mexicana y miembros de unas de las familias más importantes y ricas de toda la ciudad de Querétaro. 
Andrea y Alma son muy diferentes entre sí. Cuando Alma se da cuenta de que Santiago está investigando el pasado de ambas para saber si conocían a su hermano, Alma se las ingenia para hacer creer a Santiago que Andrea vuelve locos a los hombres y que ha tenido muchas relaciones en su pasado. Así, Santiago piensa que ya ha encontrado a la asesina de su hermano y no para hasta lograr que ella se enamore de él y llevársela a su hacienda para hacerle la vida imposible.
Santiago descubre que Andrea no es la mujer que provocó la muerte de su hermano pero ella está muy dolida con Santiago y decide irse de la hacienda y abandonarlo.
Santiago se propone buscar a Andrea y pedirle perdón por todo el daño que le ha hecho, tratar de recuperar su amor y poder estar juntos sin que nada los separe.
El amor resulta ser más fuerte que el odio y Andrea lo perdona, pero cuando parece que todo empieza a ir bien y tener un matrimonio estable y con amor aparece Sheila un antiguo amor de Santiago que se propone recuperarlo.
Sheila es una actriz muy reconocida y famosa y hará cualquier cosa para destruir el matrimonio de Santiago y Andrea y quedarse con él.

## Elenco
- Natalia Streignard - Andrea Robles-Conde de De Landeros
- Osvaldo Ríos -  Santiago De Landeros
- Dominika Paleta - Alma Robles-Conde
- Susana Dosamantes - Luisa Vega de Robles-Conde
- Pablo Azar - Juan Pablo Robles-Conde Vega
- Héctor Bonilla - Teodoro Robles-Conde
- Tina Romero - Silvia Vega
- Salvador Pineda - Padre Salvador
- Ricardo Chávez - Justo Romero
- Harry Geithner - Diego Platas
- Héctor Suárez Gomís - Esteban
- Martín Navarrete - Dr. Francisco Mejido
- Luis Uribe - Alejandro
- Kenya Hijuelos - Mirta
- Susana Diazayas- Rosita
- Mario Zaragoza - Refugio
- Hugo Acosta - Castillo
- Carlos Torres Torrija - Demián
- Gloria Peralta - Macarena
- Paola Toyos - Sheila
- Esteban Soberanes - José
- Paloma Quezada - Ale
- Geraldine Zinat - Concha
- Mar Carrera - Isabel Mejido

## Versiones
- La mentira (1952), película dirigida por Juan J. Ortega y protagonizada por Marga López, Jorge Mistral y Gina Cabrera.
- La mentira (1965), telenovela dirigida y producida por Ernesto Alonso para Televisa. Protagonizada por Julissa, Enrique Lizalde y Fanny Cano.
- Calúnia (1966), telenovela dirigida por Wanda Kosmo para TV Tupi en Brasil, y protagonizada por Fernanda Montenegro, Sergio Cardoso y Geórgia Gomide.
- La mentira (1970), película dirigida por Emilio Gómez Muriel y protagonizada por Julissa, Enrique Lizalde y Blanca Sánchez.
- El amor nunca muere (1982), telenovela dirigida por Alfredo Saldaña y producida por Ernesto Alonso para Televisa. Protagonizada por Christian Bach, Frank Moro y Silvia Pasquel
- La mentira (1998), telenovela dirigida por Sergio Castaño y producida por Carlos Sotomayor para Televisa y protagonizada por Kate del Castillo, Guy Ecker y Karla Álvarez.
- Cuando me enamoro (2010), telenovela producida por Carlos Moreno para Televisa y protagonizada por Silvia Navarro, Juan Soler y Jessica Coch.
- Corações Feridos (2010), telenovela producida por Iris Abravanel para SBT de Brasil y protagonizada por Patrícia Barros, Flávio Tolezani y la antagonista Cynthia Falabella.
- Lo imperdonable  (2015), telenovela mexicana producida por Salvador Mejía para Televisa, protagonizada por Ana Brenda Contreras, Iván Sánchez y Grettell Valdez.